# Cabramatta West
Cabramatta West är en del av en befolkad plats i Australien. Den ligger i kommunen Fairfield och delstaten New South Wales, i den sydöstra delen av landet, omkring 28 kilometer väster om delstatshuvudstaden Sydney. Antalet invånare är 6 767.
Runt Cabramatta West är det tätbefolkat, med 427 invånare per kvadratkilometer.. Närmaste större samhälle är Liverpool, nära Cabramatta West. 
Runt Cabramatta West är det i huvudsak tätbebyggt. Genomsnittlig årsnederbörd är 1 267 millimeter. Den regnigaste månaden är februari, med i genomsnitt 216 mm nederbörd, och den torraste är juli, med 25 mm nederbörd.